# Авраам Авігдоров
Авраам Авігдоров (нар. 2 липня 1929 — 4 вересня 2012) — ізраїльський військовик, учасник війни за незалежність Ізраїлю. Один з дванадцяти осіб, удостоєних звання Героя Ізраїлю.

## Біографія
Народився 2 липня 1929 року в поселенні Міцпа, поблизу Тверії в сім'ї члена єврейської організації самооборони «Шомер» Гада Авігдорова.
Після закінчення середньої школи у 1947 році вступив до елітної бойової частини «Пальмах» у підмандатній Палестині. Завданням підрозділу було перешкоджати арабським конвоям доправляти зброю з Бейруту до Хайфи.
Учасник війни за незалежність Ізраїлю. 17 березня 1948 року під час бою поблизу Кір'ят-Моцкіна знищив два кулеметних розрахунки ворога, що дозволило ізраїлітянам одержати перемогу. Від вибуху автомобіля був важко поранений у цьому бою. Помилково прийнятий за мертвого, відвезений до моргу шпиталю Ротшильда в Хайфі. До 1949 року перебував у шпиталі з важкими опіками та переломом щелепи. Згодом південно-американські хірурги провели йому пластичну операцію.
17 липня 1949 року на урочистій церемонії за участі прем'єр-міністра і міністра оборони Ізраїлю Давида Бен-Гуріона, начальника Генерального штабу Яакова Дорі, інших високопосадовців, рядовий Авраам Авігдоров удостоєний звання Героя Ізраїлю (Гібор Ісраель).
Працював у міністерстві сільського господарства, займався випробовуванням пестицидів.
У квітні 1973 року нагороджений медаллю «За героїзм».
Вів громадську діяльність. Після війни Судного дня відвідував сім'ї загиблих та поранених, підтримуючи їх моральний дух.
Помер 4 вересня 2012 року в Хайфі. Похований на військовому цвинтарі в Герцлії.